# Harry Seeley

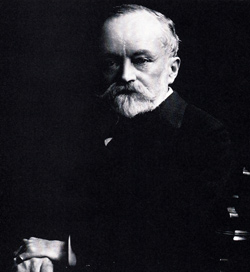
Harry Seeley

Harry Govier Seeley (ur. 18 lutego 1839, zm. 8 stycznia 1909) – brytyjski paleontolog.

## Życiorys
W 1887 roku, na podstawie budowy kości miednicy, podzielił rząd dinozaurów na dwa podrzędy: gadziomiedniczne (Saurischia) i ptasiomiedniczne (Ornithischia) − podział ten jest uznawany za użyteczny do dnia współczesnego i zastąpił wcześniejsze, takie jak budowa stóp czy rodzaj uzębienia. Seeley wystąpił przeciw zaliczaniu wszystkich dinozaurów do jednego kladu Dinosauria, jak proponował wcześniej Richard Owen. Jego teza, że oba wielkie klady dinozaurów mają różnych przodków, okazała się jednak błędna.
W swojej popularnej książce o pterozaurach, Smoki Powietrza (Dragons of the Air, 1901), wysunął mylną tezę, że ptaki i pterozaury są blisko spokrewnione. Zaprzeczył w ten sposób poglądowi Richarda Owena, który charakteryzował pterozaury jako zimnokrwiste i zdolne jedynie do lotu szybowego, i rozpoznał w nich ciepłokrwistych aktywnych lotników.
Od 1859 był asystentem Adama Sedgwicka przy Woodwardian Museum, Cambridge. Odrzucił dwa proponowane stanowiska w British Museum i Geological Survey of Britain, aby pracować samodzielnie. Pod koniec kariery przyjął stanowisko przy King’s College (Cambridge).
Pochowany został na Brookwood Cemetery w hrabstwie Surrey.